# Allopauropus subminutus
Allopauropus subminutus är en mångfotingart som beskrevs av Paul Auguste Remy 1936. Allopauropus subminutus ingår i släktet småfåfotingar, och familjen fåfotingar. Inga underarter finns listade i Catalogue of Life.